# Perizoma mokrzeckii
Perizoma mokrzeckii är en fjärilsart som beskrevs av Prüffer 1927. Perizoma mokrzeckii ingår i släktet Perizoma och familjen mätare. Inga underarter finns listade i Catalogue of Life.